# Endococcus rugulosus
Endococcus rugulosus är en lavart som först beskrevs av Borrer ex Leight., och fick sitt nu gällande namn av William Nylander 1855. 
Endococcus rugulosus ingår i släktet Endococcus, klassen Dothideomycetes, divisionen sporsäcksvampar och riket svampar.  Arten är reproducerande i Sverige. Inga underarter finns listade i Catalogue of Life.
I den svenska databasen Dyntaxa används istället namnet Endococcus stigma för samma taxon.  Arten är reproducerande i Sverige.